# Shojaat Ghane
Shojaat Ghane (persisch شجاعت قانع; * 30. März 1975 in Ardabil) ist ein iranischer Schachspieler.
Er spielte für Iran bei sechs Schacholympiaden: 1996 bis 2004 und 2008. Außerdem nahm er zweimal bei den asiatischen Mannschaftsmeisterschaften (2003 und 2008) teil.
Im Jahre 2004 wurde ihm der Titel Internationaler Meister (IM) verliehen, 2008 der Titel Großmeister (GM).
| Die zur Anzeige dieser Grafik verwendete Erweiterung wurde dauerhaft deaktiviert. Wir arbeiten aktuell daran, diese und weitere betroffene Grafiken auf ein neues Format umzustellen. (Mehr dazu) |